# El marido de la Téllez
El marido de la Téllez es una obra de teatro del dramaturgo español Jacinto Benavente, estrenada en 1897.

## Argumento
La obra versa sobre un matrimonio formado por dos cómicos y sus divergentes formas de percibir el mundo de la interpretación.

## Estreno
El estreno tuvo lugar en el Teatro Lara de Madrid, el 13 de febrero de 1897, con el siguiente elenco:
- Rosario Pino (Felicia)
- Sra. Valverde (Doña Laura)
- Sr. Ruiz de Arana (Jacinto)
- Sr. Nortes (Diéguez)
- Sr. Porredón (Pepe)
- Sr. Rubio (Don Ricardo)
- Sr. Larra (Téllez)
- Sr. Gonzálvez (Noguera)
- José Santiago (Arenales)
- Sr. Olías (el traspunte)

La obra se repuso en 1954, contando en el cartel con Amparo Soler Leal, Olga Peiró y Gabriel Llopart.